# Bloods

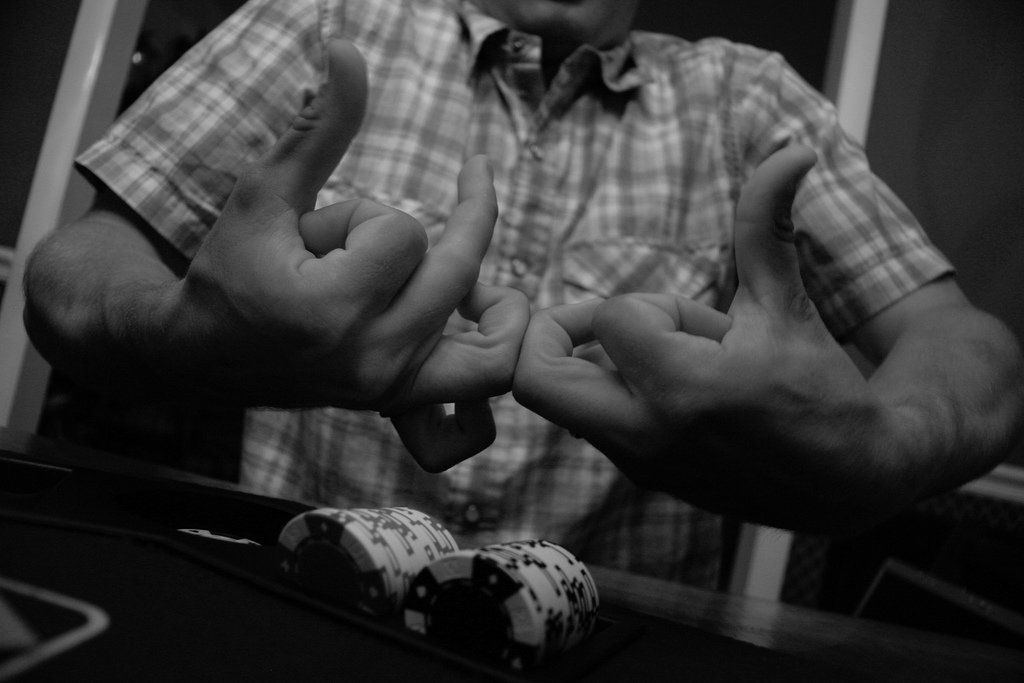
Один із жестів, що означає наявність учасників угруповання Bloods неподалік

Bloods — одна з багатьох вуличних банд Лос-Анжелеса, штат Каліфорнія, Комптона. Члени угруповання позначають свою приналежність до Bloods наявністю яскраво-червоного елементу в одязі. Банда складається з різних груп, між якими існують значні відмінності, як в кольорі одягу, так і в здійснюваних операціях. З моменту формування Bloods створила розгалужену мережу по всіх США. У Європі також існують окремі молодіжні угрупування, які перебувають під впливом Bloods.

## Історія
Банда Bloods була створена спочатку для боротьби з впливом іншої банди Crips у Лос-Анджелесі. Суперництво виникло в 1960-х роках, коли Реймонд Вашингтон та інші члени банди напали на Сильвестра Скотта та Бенсона Оуенса, двох учнів середньої школи Centennial у Комптоні, Каліфорнія. В результаті Скотт створив вуличну банду Піру, першу банду Bloods. 
21 березня 1972 року, незабаром після концерту за участю Вільсона Пікетта і Кертіса Мейфілда, 20 юнаків, які належали до Крипів, напали та пограбували Роберта Баллу-молодшого біля Голлівудського паладію. Баллу був побитий до смерті після відмови полишити шкіряну куртку. Кілька банд, що не є Крипсами, були сформовані в цей період. Вони не відповідали Крипсам в потужностях і були занепокоєні ескалацією атак Крипсів. Піруси, Black P. Stones, Афінські паркові хлопці та інші банди, не пов'язані з Крипсами, часто стикалися з ними. 
5 червня 1972 року, через три місяці після вбивства Баллу, Фредріка "Ліл Кантрі" Гаррета було вбито вестсайдським крипом. Це ознаменувало перше вбивство Крипса проти іншого члена банди та мотивувало групи, що не належать до Крипа, об′єднатись між собою. "Сімці" завдали удару 4 серпня 1972 року, вбившиство Томаса Елліса, оригінального кріпа із Вестсайду. Наприкінці 1972 року Пірус провів зустріч у своєму районі, щоб обговорити посилення тиску та залякування Крипу. Кілька банд, які відчули себе жертвами Крипів, приєдналися до Пірусів, щоб створити нову федерацію кварталів, які не є Крипсами. Цей союз став називатися Bloods. Тому Піру вважають засновниками цієї банди.
До 1978 року було 15 наборів Bloods. Крипси все ще перевищували кількість Bloods від 3 до 1. Щоб підтвердити свою силу, Bloods ставали дедалі жорстокішими. Протягом 1980-х Bloods розпочав розповсюдження кокаїну в Лос-Анджелесі. Незабаром членство у банді різко зросло, як і кількість штатів, в яких вони вели діяльність. Це збільшення було зумовлене насамперед прибутком від розподілу кокаїну. Величезні прибутки дозволили членам переїхати до інших міст та штатів.

## Репери з Bloods
- Damu Ridaz — Denver Lane Bloods
- Suge Knight — Mob Piru Bloods
- Hi C— Compton Tree Top Piru Bloods
- Mausberg — Campanella Park Piru Bloods
- Tha Realest — Compton Piru Bloods
- Top Dogg— Compton Piru Bloods
- G.P. — Compton Piru Bloods
- B-Real (Cypress Hill) — 89th Street Family Bloods
- Sinister— 89th Street Family Bloods
- Terror Twinz — Pacioma Piru Bloods
- O.F.T.B. — Bounty Hunter Bloods
- Nuttz — Skyline Piru Bloods
- S-K — Bloods
- 2nd II None— Elm Street Piru Bloods
- Boo-Ya Tribe — West Side Piru Bloods
- Big Wye — Gangsta Blood
- Sen Dogg (Cypress Hill) — Bloods
- DJ Quik — Compton Tree Top Piru Bloods
- The Game — Cedar Block Piru
- Jay Rock — Bounty Hunter Bloods
- Big A.H.M.A — Bloods
- Mitchy Slick— Lincoln Park Bloods
- Bag Crew — Lincoln Park Bloods
- Pusha T — Bloods
- YG 400 — Tree Top Piru Bloods
- Ramazotty — 89th Street Family Bloods
- Aylinotty— Pirus Street
- Mack 10 — Queen St Bloods
- All Frum Tha I — Inglewood Bloods
- Tha Relativez — Inglewood Family Bloods
- The Roaddawgs — Inglewood Family Bloods
- 21 Savage — Bloods
- Trippie Redd — Bloods
- Lil Wayne — Bloods
- Offset — Bloods
- Playboi Carti — Bloods
- Young Thug — Bloods
- YNW Melly — Bloods

## Цікаві факти
- Репер The Game входив у банду Bloods, хоча його батьки були членами Crips.